# Myrmica saposhnikovi
Myrmica saposhnikovi är en myrart som beskrevs av Mikhail Dmitrievich Ruzsky 1904. Myrmica saposhnikovi ingår i släktet rödmyror, och familjen myror.

## Underarter
Arten delas in i följande underarter:
- M. s. baikalensis
- M. s. bergiana
- M. s. saposhnikovi